# Малостаросільська сільська рада
Малостаросі́льська сільська́ ра́да — адміністративно-територіальна одиниця та орган місцевого самоврядування у Смілянському районі Черкаської області. Адміністративний центр — село Мале Старосілля.

## Загальні відомості
- Населення ради: 915 осіб (станом на 2001 рік)

## Населені пункти
Сільській раді підпорядковані населені пункти:
- с. Мале Старосілля

## Склад ради
Рада складалася з 12 депутатів та голови.
- Голова ради:
- Секретар ради: Ящук Оксана Володимирівна

### Керівний склад попередніх скликань
| Прізвище, ім'я, по батькові    | Основні відомості                                    | Дата обрання | Дата звільнення |
| ------------------------------ | ---------------------------------------------------- | ------------ | --------------- |
| Соловей Микола Олексійович     | Сільський голова, 1963 року народження, безпартійний | 26.03.2006   | 31.10.2010      |
| Вікторжевська Таїса Михайлівна | Сільський голова, 1963 року народження, безпартійна  |              |                 |

Примітка: таблиця складена за даними сайту Верховної Ради України

### Депутати
За результатами місцевих виборів 2010 року депутатами ради стали:

#### За суб'єктами висування
| Суб'єкт висування | Кількість обраних депутатів | %   |
| ----------------- | --------------------------- | --- |
| Самовисування     | 12                          | 100 |

#### За округами
| № округу | Прізвище, ім'я, по батькові          | Дата визнання обраним | Освіта             | Партійна приналежність | Відомості про обраного депутата                                   |
| -------- | ------------------------------------ | --------------------- | ------------------ | ---------------------- | ----------------------------------------------------------------- |
| 1        | Крисенко Віктор Володимирович        | 04.11.2010            | середня спеціальна | позапартійний          | СФ ТОВ «Еліт», електрик                                           |
| 2        | Вікторжевський Олександр Миколайович | 04.11.2010            | вища               | позапартійний          | Смілянський міськрайсуд, секретар                                 |
| 3        | Ящук Оксана Володимирівна            | 04.11.2010            | вища               | позапартійна           | Малостаросільська сільрада, секретар                              |
| 4        | Кисіль Наталя Іванівна               | 04.11.2010            | середня спеціальна | позапартійна           | Смілянська ЦРЛ ім. С.Бобринської, фельдшер швидкої допомоги       |
| 5        | Мельник Світлана Олександрівна       | 04.11.2010            | вища               | позапартійна           | Малостаросільський ДНЗ, завідувачка                               |
| 6        | Грозний Валерій Вікторович           | 03.11.2010            | вища               | позапартійний          | Смілянське ДП «Лісове господарство», начальник РММ                |
| 7        | Іршенко Василь Петрович              | 04.11.2010            | середня спеціальна | позапартійний          | Малостаросільський ДНЗ, відповідальний за газове господарство     |
| 8        | Затірка Валентина Іванівна           | 04.11.2010            | середня спеціальна | позапартійна           | Малостаросільський психоневрологічний будинок-інтернат, медсестра |
| 9        | Голобока Лідія Миколаївна            | 04.11.2010            | середня спеціальна | позапартійна           | тимчасово не працює                                               |
| 10       | Перемей Жанна Миколаїінв             | 04.11.2010            | вища               | позапартійна           | Малостаросільська загальноосвітня школа, вчитель                  |
| 11       | Голубець Валентина Кіндратівна       | 04.11.2010            | середня спеціальна | позапартійна           | територіальний центр, соціальний працівник                        |
| 12       | Перемей Олексій Петрович             | 04.11.2010            | середня спеціальна | позапартійний          | Малостаросільська загальноосвітня школа, кочегар                  |